# جوزف گتینس
جوزف گتینس (انگلیسی: Joseph Gettins؛ ۱۹ نوامبر ۱۸۷۳ – ۶ ژوئن ۱۹۵۴) بازیکن فوتبال اهل بریتانیا بود.
از باشگاه‌هایی که در آن بازی کرده‌است می‌توان به باشگاه فوتبال میدلزبرو، باشگاه فوتبال کورینتیان، باشگاه فوتبال میلوال، و باشگاه فوتبال برنتفورد اشاره کرد.